# Автоматическая стабилизация сварочных процессов
Автоматическая стабилизация сварочных процессов — стабилизация горения дуги с прерыванием и в непрерывном режимах при наличии действующих внешних возмущений. Стабилизация сварочных процессов позволяет автоматически вести сварку с высоким качеством и минимумом дефектов.
При разработке и построении систем автоматической стабилизации при сварке в качестве параметров обратной связи выступают ток во вторичном сварочном контуре, падение напряжения на электродах или физические параметры, такие как тепловое расширение металла, тепловое излучение с поверхности свариваемых заготовок.
Проблемами автоматической стабилизация сварочных процессов занимались такие учёные как В. И. Махненко, В. А. Судник, А. А. Чакалев, Ф. А. Аксельрод, Ю. Е. Иоффе, Н. Н. Рыкалин, Б. Д. Орлов, К. К. Хренов, Thomas. W. Eagar, H.S. Cho, S. A. Gedeon, D. W. Dickinson и др.